# Augusto Vargas Alzamora
Augusto Vargas Alzamora   (Lima, 9 de noviembre de 1922-Lima, 4 de septiembre de 2000) fue un religioso jesuita peruano, arzobispo de Lima y primado del Perú, cardenal de la Iglesia católica y expresidente de la Conferencia Episcopal Peruana. Fue pastor de la Iglesia católica, orientó fundamentalmente su labor al servicio de las clases menos favorecidas, a la evangelización de los pueblos nativos y a la paz y concordia entre los peruanos.

## Biografía

### Primeros años
Nació en Lima el 9 de noviembre de 1922. Hijo de Eduardo Vargas O’Dowling y María Luisa Alzamora Bustamante. Realizó sus estudios primarios y secundarios en el Colegio de la Inmaculada de la Compañía de Jesús en Lima, egresando en 1939 con el premio de Excelencia de Honor, galardón máximo del plantel. El 10 de marzo de 1940 ingresó al noviciado San Estanislao de Kostka de la Compañía de Jesús, en Miraflores, haciendo sus primeros votos en 1942.

### Sacerdocio
Para completar su formación humanística, viajó a Argentina y España. Comenzó sus estudios filosóficos (1946-1949), primero en la facultad de San Miguel, en Buenos Aires, y luego en la facultad de Filosofía y Teología de Chamartín de la Rosa en la ciudad de Madrid (1947). De vuelta a Lima, optó grado en educación, en la Universidad Nacional Mayor de San Marcos. Se trasladó a la ciudad de Arequipa, donde realizó su etapa de magisterio en el antiguo colegio de San José, entre los años 1949 y 1951.
En 1952, nuevamente viajó a España para realizar estudios teológicos en la Facultad de Teología de Granada. Recibió la ordenación sacerdotal en Madrid, el 15 de julio de 1955. Al regresar a su patria fue nombrado director espiritual y luego rector del Colegio de la Inmaculada, el mismo donde estudiara en su infancia (1970-1975). En 1975 fue nombrado Delegado Provincial para las obras de educación de la Compañía de Jesús en Perú y fue también consejero provincial y maestro de novicios. Además, fue el primer director en el Perú de la obra Fe y Alegría.

## Episcopado

### Obispo vicario de San Francisco Javier
Pablo VI lo nombró obispo titular de Cissi y vicario apostólico de Jaén u obispo del Vicariato apostólico de San Francisco Javier en Jaén, Perú, el 8 de junio de 1978; recibió la consagración episcopal por Carlo Furno, arzobispo titular de Abari, el 15 de agosto del mismo año. 
En 1982 fue nombrado secretario general del Episcopado Peruano. Juan Pablo II aceptó su renuncia al gobierno pastoral del Vicariato Apostólico de Jaén el 23 de agosto de 1985. 

### Arzobispo de Lima
Juan Pablo II lo nombró arzobispo metropolitano de Lima y primado del Perú el 30 de diciembre de 1989; tomó posesión de la sede el 26 de enero de 1990, reemplazando en el cargo al cardenal Juan Landázuri Ricketts.
Participó en la VIII Asamblea Ordinaria del Sínodo Mundial de Obispos, que se llevó a cabo en la Ciudad del Vaticano del 28 al 30 de septiembre de 1990 y en la IV Asamblea General del Episcopado Latinoamericano en Santo Domingo, República Dominicana, del 12 al 28 de octubre de 1992. En febrero de 1993, fue nombrado presidente ad interim de la Conferencia Episcopal Peruana para sustituir por un año a Mons. José Antonio Dammert Bellido, obispo Emérito de Cajamarca y, del 2 al 29 de octubre de 1994 participó en la IX Asamblea Mundial del Sínodo de Obispos en la Ciudad del Vaticano. 
En 1992 colocó una réplica de la cruz del Baratillo en la plaza del Baratillo en el Rímac (jr. Paita) en homenaje a la predica que hacía todos los domingos a las 4 p. m. el venerable Francisco del Castillo.

### Cardenalato
Fue nombrado cardenal de la Iglesia católica por Juan Pablo II en el Consistorio del 26 de noviembre de 1994, con la sede titular de San Roberto Belarmino. Fue sucedido en esa cátedra cardenalicia por Jorge Mario Bergoglio, quien desde marzo de 2013 pasaría a ser sumo pontífice  bajo el nombre de Francisco. 
Asistió a la Asamblea Especial para América del Sínodo Mundial de Obispos que se realizó en la Ciudad del Vaticano, el 16 de diciembre de 1997. 
Destacó por su preocupación en torno a los problemas de derechos humanos y libertades cívicas que afectaban su obra pastoral, abogando por la reconciliación de la familia cristiana.
En enero de 1999, el papa Juan Pablo II aceptó su renuncia al gobierno pastoral de la arquidiócesis de Lima, de acuerdo con lo dispuesto por el canon 401 § 1 del Código de Derecho Canónico. Para sucederlo se nombró a monseñor Juan Luis Cipriani Thorne, de la prelatura personal del Opus Dei, hasta ese momento arzobispo de Ayacucho.
En la madrugada del 4 de septiembre de 2000, en la Clínica Tezza de Lima, falleció a la edad de 77 años. Está enterrado en la cripta de los arzobispos de la Basílica Catedral de Lima. Su causa de muerte fue motivo de investigación por el Ministerio Público en 2004.

## Publicaciones
- Card. Augusto Vargas Alzamora, S.J., FE Y COMPROMISO Vida y Espiritualidad, 1990, 169 pp. Textos inspirados en el ejercicio de sus tareas pastorales.

### Tratamiento
Recibió el trato protocolar de Eminentísimo y Reverendísimo Señor Augusto Cardenal de la Santa Romana Iglesia Vargas Alzamora, S.J..